# Carmen Planötscher
Carmen Planötscher (* 10. Juli 1996) ist eine italienische Naturbahnrodlerin. Sie gewann in der Saison 2010/2011 die Gesamtwertung des Interkontinentalcups und startete 2012 erstmals im Weltcup.

## Karriere
Planötscher stammt aus Völs am Schlern und besucht das Oberschulzentrum in Mals. Sie fährt im Südtiroler Landeskader und nahm in der Saison 2010/2011 erstmals an Rennen im Interkontinentalcup teil. Mit einem zweiten und zwei dritten Plätzen entschied sie auf Anhieb die Gesamtwertung für sich. Im nächsten Winter 2011/2012 erreichte sie wiederum mit drei Podestplätzen den zweiten Gesamtrang im Europacup, dem Nachfolger des Interkontinentalcups. In der Saison 2011/2012 nahm Planötscher auch erstmals an Weltcuprennen teil. Sie fuhr als Achte in Olang und Neunte in Umhausen zweimal in die Top 10 und wurde 18. im Gesamtweltcup. Bei der Junioreneuropameisterschaft 2011 in Laas und der Juniorenweltmeisterschaft 2012 in Latsch verpasste sie als jeweils Vierte nur knapp die Medaillenränge.

## Erfolge

### Europameisterschaften
- Umhausen 2014: 14. Einsitzer

### Juniorenweltmeisterschaften
- Latsch 2012: 4. Einsitzer
- Vatra Dornei 2014: 2. Einsitzer

### Junioreneuropameisterschaften
- Laas 2011: 4. Einsitzer
- Nowouralsk 2013: 5. Einsitzer

### Weltcup
- 5. Gesamtrang im Einsitzer in der Saison 2013/14
- 1 Weltcupsieg:

| Datum          | Ort        | Land    |
| -------------- | ---------- | ------- |
| 5. Januar 2014 | Seiser Alm | Italien |

### Interkontinental-/Europacup
- Gesamtsieg im Interkontinentalcup 2010/2011